# ATP Challenger Grenoble
Der ATP Challenger Grenoble (offiziell: Grenoble Challenger) war ein Tennisturnier, das zwischen 1999 und 2008 jährlich in Grenoble, Frankreich, stattfand. Es gehörte zur ATP Challenger Tour und wurde in der Halle auf Hartplatz gespielt.

## Liste der Sieger

### Einzel
| Jahr | Sieger             | Finalgegner         | Ergebnis       |
| ---- | ------------------ | ------------------- | -------------- |
| 2008 | Kristof Vliegen    | Alexandre Sidorenko | 6:4, 6:3       |
| 2007 | Nicolás Lapentti   | Kristian Pless      | 6:3, 7:5       |
| 2006 | Michaël Llodra (2) | Nicolas Tourte      | 6:2, 6:2       |
| 2005 | Marc Gicquel       | Thomas Enqvist      | 6:0, 6:2       |
| 2004 | Karol Kučera       | Nicolas Mahut       | 7:5, 6:2       |
| 2003 | Richard Gasquet    | Harel Levy          | 7:5, 7:61      |
| 2002 | Michaël Llodra (1) | Irakli Labadse      | 6:4, 6:3       |
| 2001 | Johan Settergren   | Ivan Ljubičić       | 5:7, 7:64, 7:5 |
| 2000 | Antony Dupuis      | Jan Siemerink       | 7:610, 7:611   |
| 1999 | Julien Boutter     | Antony Dupuis       | 6:2, 4:6, 6:4  |

### Doppel
| Jahr | Sieger                                | Finalgegner                           | Ergebnis          |
| ---- | ------------------------------------- | ------------------------------------- | ----------------- |
| 2008 | Martin Fischer Philipp Oswald         | Niels Desein Dick Norman              | 6:75, 7:5, [10:7] |
| 2007 | Jasper Smit Martijn van Haasteren     | Frederik Nielsen Martin Pedersen      | 6:3, 6:1          |
| 2006 | Teimuras Gabaschwili Jewgeni Koroljow | Thomas Oger Nicolas Tourte            | 7:5, 6:4          |
| 2005 | Julien Benneteau Nicolas Mahut        | Grégory Carraz Nicolas Tourte         | 4:6, 6:4, 6:3     |
| 2004 | Uros Vico Lovro Zovko                 | Michael Berrer Răzvan Sabău           | 6:2, 6:4          |
| 2003 | Paul Baccanello Harel Levy            | Rik De Voest Johan Landsberg          | 5:7, 6:4, 7:65    |
| 2002 | Todd Larkham Michael Tebbutt          | Massimo Bertolini Cristian Brandi     | 4:6, 6:3, 6:4     |
| 2001 | Jonathan Erlich Andy Ram              | Paul Rosner Glenn Weiner              | 6:4, 3:6, 7:64    |
| 2000 | Julian Knowle Lorenzo Manta           | Yves Allegro Julien Cuaz              | 6:3, 6:4          |
| 1999 | Adam Peterson Chris Tontz             | Martín Alberto García Cristiano Testa | 4:6, 6:3, 6:4     |